# هكتور أورتيجا
هكتور أورتيجا (بالإسبانية: Héctor Ortega)‏ (و. 1939  م) هو كاتب سيناريو، ومخرج أفلام، وممثل تلفزي، وممثل مسرحي، وممثل أفلام مكسيكي، ولد في مدينة مكسيكو.

## وصلات خارجية
- هكتور أورتيجا على موقع IMDb (الإنجليزية)
- هكتور أورتيجا على موقع ألو سيني (الفرنسية)
- هكتور أورتيجا على موقع أول موفي (الإنجليزية)
- هكتور أورتيجا على موقع قاعدة بيانات الفيلم (الإنجليزية)
- هكتور أورتيجا على موقع كينوبويسك (الروسية)